# زهير البحراني
الطبيب الجراح زهير رؤوف البحراني من أطباء بغداد ولد عام 1351 هـ/1933م، في محلة الشيخ بشار في بغداد، وبعد اكماله لدراستهِ الأولية ثم الثانوية في الإعدادية المركزية التحق بالكلية الطبية الملكية ببغداد، وتدرب في قسمِ الجراحة، وتخرج منها عام 1955. وهو حاصل على شهادة زمالة كلية الجراحين الملكية البريطانية في لندن عام 1963. وزميل الاكاديمية العالمية لأمراض القولون عام 1971. وزميل كلية الجراحين الأمريكية عام 1980. ولقد مارس مهنة الطب في مستشفيات العراق لفترة طويلة وشغل منصب جراح استشاري في المستشفى الجمهوري التعليمي في مدينة الطب للفترة 1964-1980. وجراح استشاري في مستشفى خاص في بغداد عام 1980 لغاية وفاته. وكان عضو جمعية الجراحين العراقية منذ عام 1988، وعضو جمعية جراحي الجهاز الهضمي العالمية في عام 1990، وهو كذلك عضو جمعية أطباء الجهاز الهضمي والكبد العراقية.

## أهم انجازاته
- ساهم في تطوير جراحة الجهاز الهضمي في العراق، وكان أول من أجرى عملية قص العصب التائه في عام 1964.
- لهُ عمليات ناجحة في تحويل الدورة الدموية البوبية في حالات تشمع الكبد.
- نشر 35 بحثاً في مجالي أمراض الجهاز الهضمي والأكياس المائية وغيرها نُشرت أكثرها في أمهات المجلات الطبية العالمية التخصصية وكانت مرجعاً علمياً مهماً لأمراض الجهاز الهضمي.[3]
- نشر بحثاً أصيلاً حول أورام اللمفاوية في الأمعاء في العراق وقد اختير كأحسن بحث في العالم في هذا الحقل والذي نشر في كتاب الجراحة السنوي عام 1984.
- أسس متحف النماذج الطبية وكذلك تنظير الجهاز الهضمي في الوحدة الجراحية الأولى ببغداد. وتحتفظ كلية الجراحين الملكية البريطانية في لندن في متحفها وكذلك متحف مؤسسة «ولكوم» البريطانية الطبية نماذج من أورام كان قد استأصلها زهير البحراني من مرضى في العراق.

## أهم مؤلفاته
- قرحة المعدة والعلاج الجراحي التحفظّي، بحث طبي نشر عام 1965.
- الجراحة ودورها في علاج قرحة الأثني عشري النازفة بشدة، 1971.
- ملاحظات سريرية حول سرطان الجهاز الهضمي في العراق، بحث نشر عام 1971.
- الليمفوما وآلام البطن، بحث نشر عام 1971.
- دور الجراحة في علاج ألتهابات القولون.. دراسة 1184 حالة عراقية للأعوام 1988-2006. كتاب نشر عام 2014.

## وفاته
توفى الطبيب زهير البحراني في لندن يوم الأثنين 9 محرم 1441هـ، الموافق 9 أيلول عام 2019، عن عمر ناهز السادسة والثمانين عاماً.